# Onthophagus monteithi
Onthophagus monteithi là một loài bọ cánh cứng trong họ Bọ hung (Scarabaeidae).